# Beta Ethniki 2010-11
La temporada 2010-11 de la Beta Ethniki corresponde a la 51.ª edición de la Beta Ethniki de Grecia. Comenzó el 11 de septiembre de 2010.

## Equipos porPeriferia
| Periferia                   | Número | Equipos                                                                           |
| --------------------------- | ------ | --------------------------------------------------------------------------------- |
| Ática                       | 6      | Ethnikos Asteras, Ethnikos Pireaeus, Ilioupoli, Thrasyvoulos, Ionikos y Kallithea |
| Macedonia Central           | 3      | Agrotikos Asteras, Veria FC, Pierikos                                             |
| Macedonia Oriental y Tracia | 2      | Doxa Dramas y Panthrakikos                                                        |
| Tesalia                     | 2      | Anagennisi y Trikala                                                              |
| Egeo Meridional             | 1      | Diagoras                                                                          |
| Periferia de Creta          | 1      | OFI Creta                                                                         |
| Grecia Occidental           | 1      | Panaitolikos                                                                      |
| Grecia Central              | 1      | Levadiakos                                                                        |
| Epiro                       | 1      | PAS Giannina                                                                      |